# 福昌寺 (鹿児島市)
福昌寺（ふくしょうじ）は、薩摩国鹿児島郡鹿児島城下池之上町（現在の鹿児島県鹿児島市池之上町）に存在した曹洞宗の大寺。薩摩藩主島津氏の菩提寺であったが、廃仏毀釈により明治2年に廃寺となった。山号は「玉龍山」であった。曹洞宗大本山總持寺の御直末である。

## 沿革
応永元年（1394年）、島津一族出身の僧で先に妙円寺を建てた石屋真梁が、島津氏第7代当主・島津元久により開山として招かれ建立。元久の1人息子である梅寿が福昌寺3世住職となったが、そのため元久には後継者がいなくなり、元久の弟・久豊と元久の甥・伊集院煕久の間に家督相統の争いが起こった。その後、代々の島津氏当主の墓が建てられるようになり島津本宗家の菩提寺となる。忍室文勝が福昌寺15代住職だった天文15年（1546年）には、後奈良天皇勅願所となった。
江戸時代に書かれた『三国名勝図会』には、大伽藍を備えた南九州屈指の大寺院であり、最盛期には1500人の僧侶がいたと記されている。同書には、福昌寺十二景と呼ばれるものもあったことが絵と共に記されており、現在は「鏡石巌」や「菅神廟」が現存している。現在は薩藩政要録と呼ばれている｢要用集｣には、江戸時代には寺領が1361石あり、薩摩藩内で一番の石高を誇っていたことが記されている。大分県耶馬渓の羅漢寺、山口市の瑠璃光寺をはじめ、北部九州、四国、中国地方、北陸地方にも末寺があり、末寺の数は2000寺あったとも3000寺あったとも伝えられている。薩摩国、大隅国、日向国の禅宗寺院を管轄する僧録所として人事を司り、薩摩藩の学問所としての重要な役割も果たしており、島津氏から代々、心から敬われ尊ばれてきた。住職の中には、若い時の西郷隆盛や大久保利通を指導した第67代住職・円了無参もおり
、鹿児島市城山にある『座禅石公園』には、円了の下で西郷や大久保らが座禅を組んだという座禅石や、座禅石について東郷平八郎が書いた石碑も残されている。
明治の廃仏毀釈により薩摩国、大隅国など旧・薩摩藩領内にある寺はほとんどが破壊されたが、福昌寺は島津氏の菩提寺ということで特別に残っていた。しかし、島津忠義の妻・暐姫こと島津暐子が明治2年（1869年）に亡くなり、葬儀を神式で行うことになった際に、福昌寺も破壊されることが決定した。この時に、歴代藩主が奉納した寺宝の多くが、破壊されたり行方不明となったりしたままで、鹿児島県が文化財過疎県である一因になっている。

## キリスト教と福昌寺
天文18年（1549年）、フランシスコ・ザビエルは鹿児島滞在中、島津貴久によってこの福昌寺を宿所としていた。当時の住職である忍室は、しばしば当寺を訪れたザビエルと宗教問答を行い、ザビエルが寺の前で説法することを黙認するなどかなり親しくしており、ザビエルは書簡で忍室のことを激賞している。
浦上四番崩れの際には、弾圧により捕らえられ改宗させる目的で他藩に預けられたキリシタン約4000人のうち、375人が『平穏丸』に乗せられ明治2年（1869年）末に薩摩藩へ預けられ、廃寺となった福昌寺に収容された。他地域に送られたキリシタンの扱いはひどい物だったが、鹿児島ではキリシタンを丁寧に迎え入れており、「改宗すれば長崎に帰す」と藩の役人が改宗工作を行ない、鹿児島城下の民家に宿まらせたりして改宗は迫ったものの、福昌寺に帰されての自炊生活が許されており、最初の改宗工作期間を過ぎると出稼ぎが許可され、「キリシタンぞうり」と評判になった草履作りや、希望者は尾畔（）にあった『島津牧場』での乳しぼりや、薬の竜胆丸作りで生計を立てるなど、ここの待遇はかなり良く、鹿児島の住民からは好意を以て持て成された。
明治5年（1872年）には、近代日本を掲げたにもかかわらず、キリシタンを禁止して捕え囚人扱いすることに対し、外国使臣団が明治政府に不当だと強硬に訴えたことで解放され、3月14日には約3年間の滞在中に生まれた13人も含めた330人が『鹿児島丸』で長崎に帰ることができたが、滞在中に病死した58人は福昌寺跡の山手にある『キリシタン墓地』に葬られた。後に西南戦争に連座して処刑された大山綱良の葬式をしたのは、この浦上のキリシタンであった。

## 廃寺後

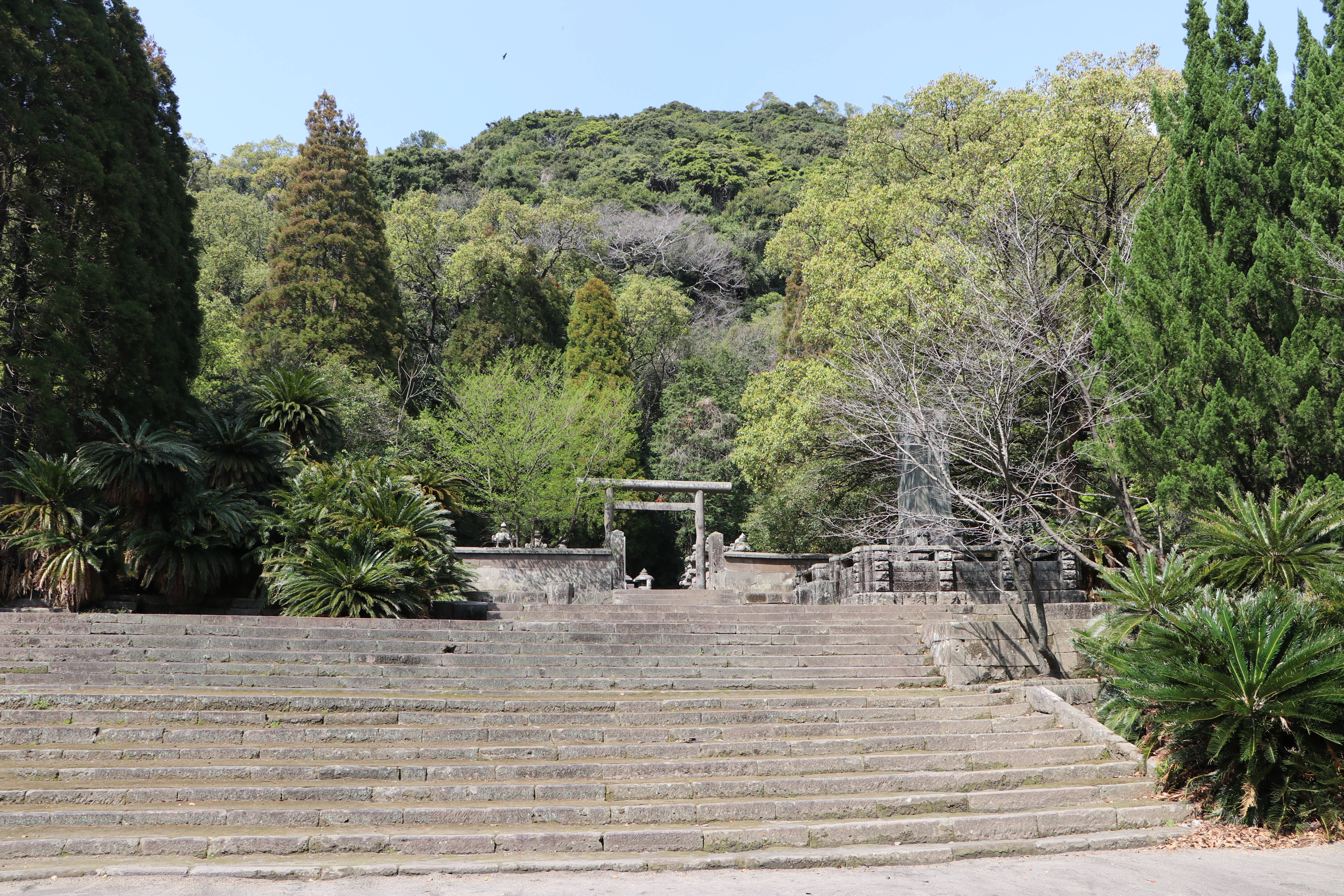
廃寺後に残存している鹿児島島津家墓所（国指定史跡）

現在は歴代島津氏当主の墓地群のみが残っている。跡地には昭和26年（1951年）に鹿児島市立鹿児島玉龍高等学校が建てられた。学校の背後には、6代・島津師久と島津氏久から28代・島津斉彬までの島津氏歴代当主とその家族の墓や石灯籠、亀趺碑が並び、区画を分けた部分には、長寿院盛淳や調所広郷などの墓も当時のまま残されている。山手には、歴代住職の墓地や前述のキリシタン収容所で病死したキリスト教信者たちのキリシタン墓地もある。なお、裏山の常安峰（）にも島津忠義、島津暐子、島津忠重ら島津氏の墓『常安墓地』がある。
昭和28年（1953年）9月7日、鹿児島県指定史跡に指定され、墓地内には鹿児島市が設置した福昌寺跡の解説碑や、どの墓が誰の墓なのかの配置が解説されている案内図など、様々な案内板や解説板も設置されている。令和2年（2020年）3月10日には、文化庁により文化財として国の史跡に指定された。墓地は、地元のボランティアにより清掃活動も行われている。
また、廃仏毀釈の収束後、有志が二度にわたり同地や現在は鹿児島市立長田中学校がある土地に福昌寺を再建しようとしたが許可されず、これを受けて明治31年（1898年）、京都から鹿児島へ派遣された第72代住職の宝亀観道により、現在の薩摩川内市向田町の『称名寺』跡地に、後裔寺院にあたる「福昌寺」が建立された。ちなみに、薩摩川内市にある福昌寺の入口付近には、阿形と吽形の仁王像が設置されているが、これら一対の仁王像は鹿児島市池之上町の福昌寺にあったものを明治31年10月27日に宝亀観道が移設したもので、昭和60年（1985年）3月27日には薩摩川内市指定文化財に指定されており、隣りに設置されている解説板には薩摩川内市内では最大級の石像であると記載されている。

## 所在地

### 現在の地番
鹿児島県鹿児島市池之上町48

### 交通アクセス
- JR九州鹿児島本線鹿児島駅から車で5分